# Semiramide
Semiramide (in siriaco: ܫܲܡܝܼܪܵܡ, Šammīrām; in greco Σεμίραμις?, Semíramis; in armeno Շամիրամ?, Šamiram; in arabo سميراميس‎?, Semíramis; fl. IX secolo a.C.) è stata una leggendaria regina assiro-babilonese, moglie dell'altrettanto leggendario re Nino, fondatore eponimo di Ninive.

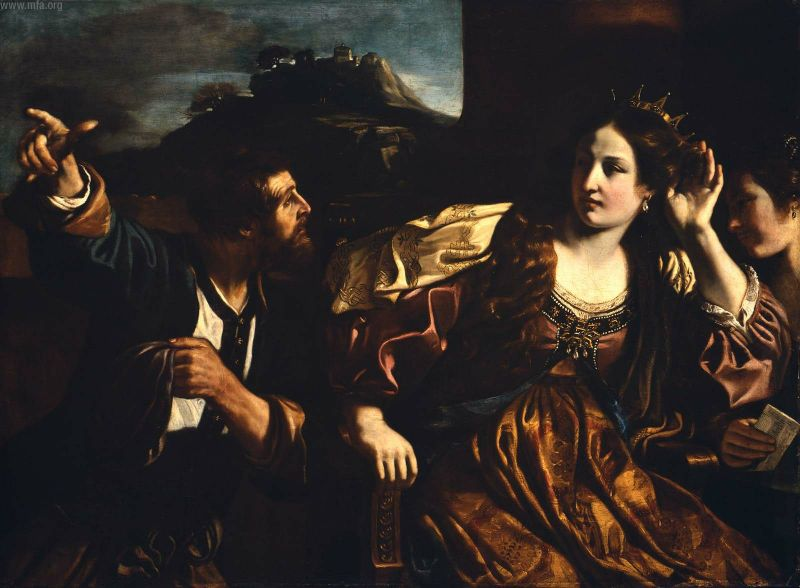
Semiramide riceve la notizia della rivolta di Babilonia, dipinto del Guercino, conservato presso il Museo delle belle arti di Boston

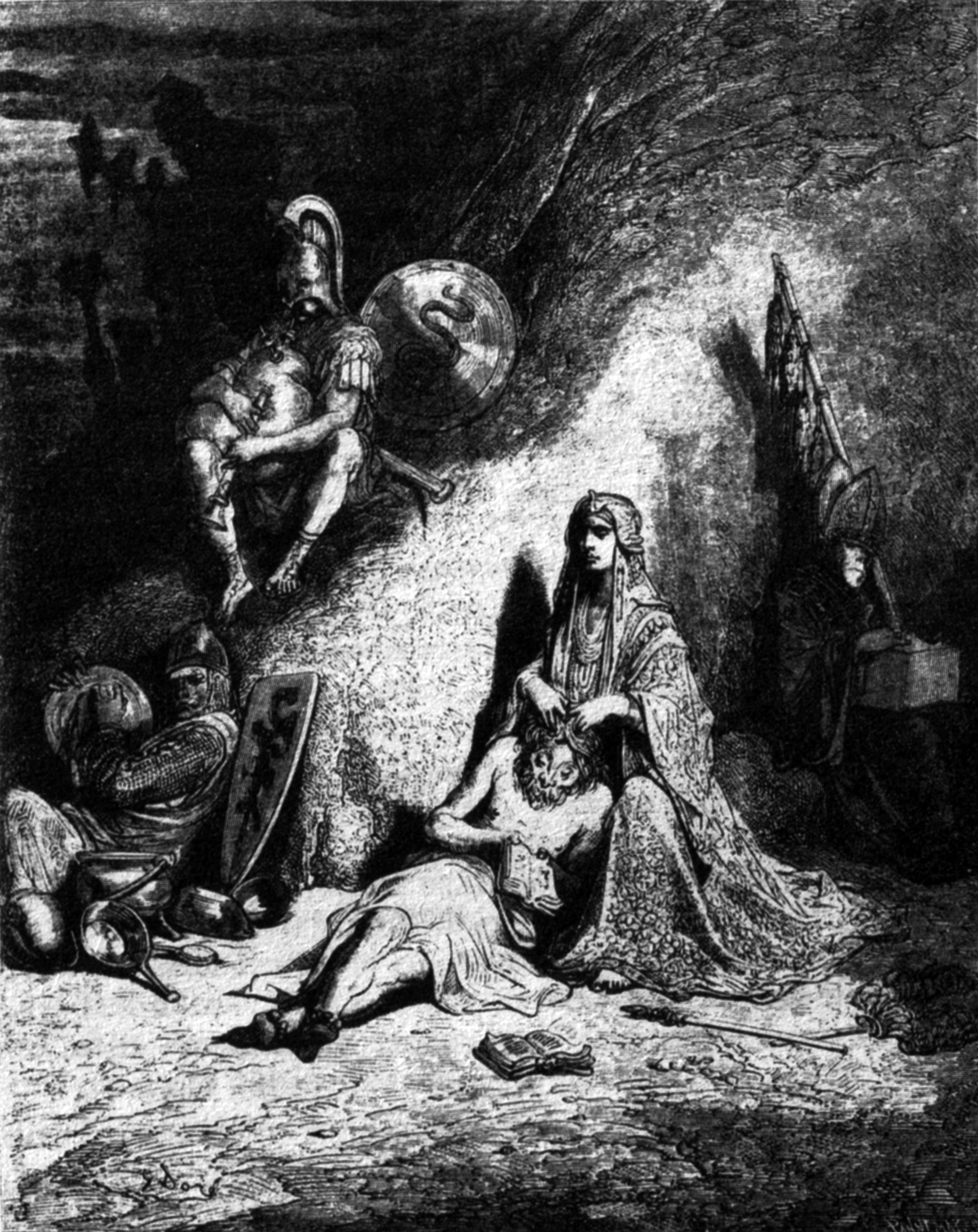
Semiramide, spidocchiatrice di straccioni, illustrazione di Gustave Doré del 1854

Tale figura mitica viene ricollegata alla regina assira Shammuramat, moglie del re assiro Shamshi-Adad V (che governò dall'823 all'811 a.C.) e reggente per il figlio Addu-Nirari III.

## Biografia secondo gli autori greci e romani
Compare nelle narrazioni di diversi autori greci (ad esempio nei “Persiká” - Περσικά - di Ctesia di Cnido) come moglie del leggendario (in quanto assente dalle liste dei sovrani di Assiria compilate dal raffronto tra resoconti storici e ritrovamenti archeologici) re Nino, che si sarebbe invaghito di lei quand'era ancora sposa del generale Onne; il re avrebbe chiesto al generale di lasciarla e Onne si sarebbe suicidato. In seguito Semiramide sarebbe succeduta a Nino, morto in battaglia, assumendo la reggenza per il figlio Nynias. 
Secondo diverse varianti, Semiramide si sarebbe invece impadronita del potere con uno stratagemma e avrebbe fatto incarcerare e poi uccidere il marito, allontanando il figlio Nynias dalla corte e facendosi passare per lui; per mascherare la sua femminilità avrebbe adottato un abito che copriva braccia e gambe, imponendolo a tutti i sudditi. Secondo un altro racconto non avrebbe cacciato il figlio ma si sarebbe innamorata di lui, instaurando un rapporto incestuoso. Sarebbe poi stata uccisa in seguito a un complotto ordito dal figlio, ma secondo un'altra variante sarebbe riuscita a sventare il complotto e avrebbe perdonato il figlio, per poi suicidarsi.
Per Erodoto si sarebbe trattato di una grande sovrana. Figlia della dea Derceto, durante il suo regno conquistò la Media, l'Egitto e l'Etiopia, e realizzò grandi opere di pace come l'edificazione delle mura e dei giardini pensili di Babilonia, una delle sette meraviglie del mondo antico. Viene ripresa da autori più tardi, come Diodoro Siculo, che non le attribuisce i giardini pensili ma la costruzione di diversi palazzi e della galleria dell'Eufrate, così come della città di Ecbatana, e un regno lungo 42 anni. Ammiano Marcellino ha attribuito a Semiramide l'invenzione degli eunuchi di corte.

## Semiramide negli autori cristiani e nell'arte
Per gli scrittori cristiani medioevali Semiramide assurge a simbolo dell'assolutismo pagano, crudele e licenzioso fino all'incesto. Ne parlano Giustino (martire cristiano del II secolo), Agostino di Ippona e il suo discepolo Paolo Orosio, cui attinse poi anche Dante Alighieri, che la pone tra le persone che peccarono di lussuria nel secondo cerchio dell'Inferno (Inferno, V, 52-60). 
In questo cerchio, Dante dice che Semiramide era così lussuriosa che, per far in modo che il suo comportamento risultasse "normale" agli occhi della popolazione, promosse una legge, attraverso la quale tutti i sudditi potevano essere altrettanto lussuriosi (dai versi di Dante «che libito fé licito in sua legge»). Infatti si vergognava profondamente di essersi innamorata del figlio, che però costrinse a un rapporto incestuoso (dai versi «per torre il biasmo in che era condotta»).
Anche Boccaccio, nel De mulieribus claris, la condanna come ambiziosa, libidinosa e crudele. Nel libretto dell'opera omonima di Rossini c'è inoltre un vago parallelo con l'Orestea, in quanto Semiramide è colpevole dell'uccisione del re defunto e suo figlio per errore la uccide.
L'antica cronaca di Treviri, Gesta Treverorum, attribuisce a Semiramide la causa della fondazione della città: ella infatti avrebbe cacciato dal regno assiro il figliastro Trebata, che, vagando col suo seguito per l'Europa, avrebbe finito col fondare questa città.
Christine de Pizan, nel libro La Città delle Donne (XV secolo), è l'unica dell'epoca che ne parla positivamente. Un brevissimo cenno di segno almeno in parte positivo lo si ritrova in Petrarca già nel secolo precedente (Trionfi, Triumphus Fame II, vv. 103-105). La storia di Semiramide è inoltre il soggetto del dramma La hija del aire ("La figlia dell'aria") di Pedro Calderón de la Barca.
(Traduzione di P. Caraffi, pp. 107; 109.)

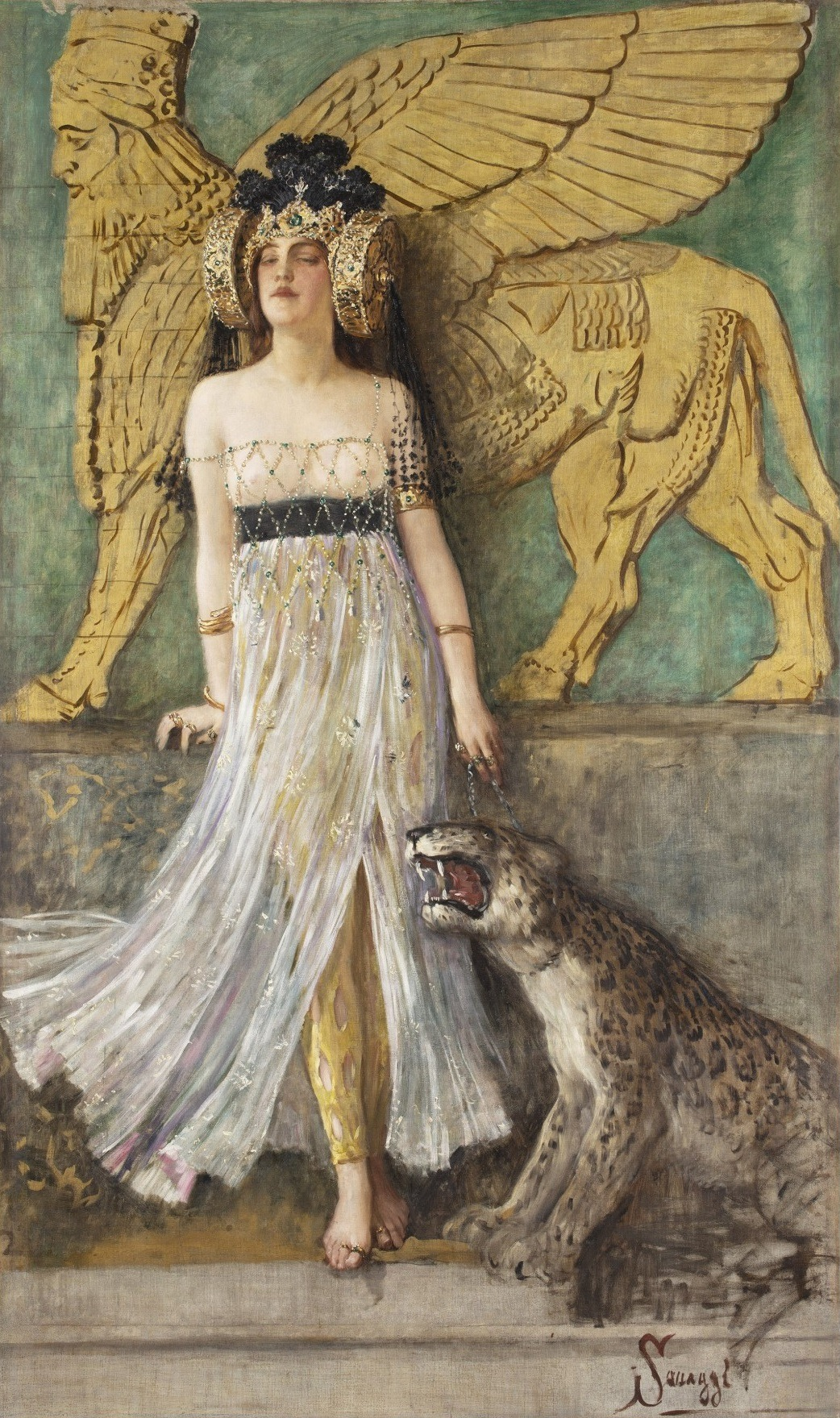
La regina Semiramide, dipinto del pittore tortonese Cesare Saccaggi (1905)

François Rabelais, nel primo libro di Pantagruele, inserisce la regina nella lista grottesca di regnanti mandati all'Inferno nel sogno di Epistemone. Come nella miglior tradizione carnevalesca, l'Inferno rappresenta il rovesciamento del mondo terreno: i regnanti del passato vengono abbassati a occuparsi dei lavori più abietti, e qui la regina Semiramide è una spidocchiatrice di straccioni.
Cesare Saccaggi nel 1905 dipinse l'opera La regina Semiramide di matrice simbolista.

### Semiramide e la lirica
Esistono diverse opere liriche incentrate sulla storia di Semiramide:
- Semiramide di Antonio Vivaldi;
- Semiramide di Gioachino Rossini;
- Semiramide riconosciuta di Christoph Willibald Gluck;
- Semiramide riconosciuta di Niccolò Jommelli;
- Semiramide riconosciuta di Antonio Maria Sacchini;
- Semiramide riconosciuta di Giacomo Meyerbeer;
- Semiramide riconosciuta di Nicola Porpora;
- Semiramide, regina d'Assiria di Nicola Porpora;
- Semirama di Ottorino Respighi.

## Nella cultura di massa
- Il Semiramis InterContinental Hotel del Cairo prende il nome dall'antica sovrana. Nel 1921 vi si svolse la Conferenza del Cairo, presieduta da Winston Churchill.[10] Un lussuoso albergo con questo nome compare anche nel film del 1966 Gambit - Grande furto al Semiramis.
- Nel 1962 uscì il film Io, Semiramide, diretto da Primo Zeglio, con Yvonne Furneaux nei panni della protagonista.
- Semiramide compare nella serie di light novel e anime Fate/Apocrypha del franchise Fate e nel videogioco Fate/Grand Order.
- Semiramis è il nome di una band italiana di rock progressivo attiva dal 1970 al 1974 e poi di nuovo dal 2014.
- Semiramide è menzionata nella canzone Illuminati del complesso visual kei Malice Mizer.
- Semiramide compare nel videogioco Dante's Inferno come Demone principale del girone dei Lussuriosi.